# 순창공공도서관
순창공공도서관은 전북특별자치도 순창군 순창읍 소재의 도서관이다.

## 이용 안내
이용 시간
[화~일요일]
- 일반열람실: 09:00 ~ 21:00
- 디지털자료실, 아동자료실: 09:00 ~ 18:00
- 일반자료실: 09:00 ~ 18:00

휴관일
- 매주 월요일, 법정공휴일
- 국가의 임시 공휴일 또는 기타 도서관장이 도서관 운영에 필요하다고 인정할 때